# Brilantajsija
Brilantajsija (lat. Brillantaisia), biljni rod iz porodice primogovki smješten u podtribus Hygrophilinae, dio tribusa Ruellieae, potporodica Acanthoideae. Postoji 15 vrsta u tropskoj Africi i Madagaskaru Opisan je u Flore d'Oware 2: 67, t. 100. 1818. . Nekoliko vrsta: Brillantaisia owariensis, Brillantaisia lamium i Brillantaisia cicatricosa naturalizirale su se i u Australiji.

## Etimologija
Brillantaisia je nazvana po M. Brillantais-Marionu (ne Brillant-Marionu kako se ponekad pripisuje), glavnom brodovlasniku tvrtke Oware, koji je dao naloge da se olakša istraživanje autora vrste, Palisot de Beauvoisu.

## Opis
Zeljastoo bilje, grmlje ili malo drveće. Cvat velika završna metlica. Vjenčić s 2 usne. Prašnici 2. Ovuli 3 ili više u svakom lokulusu. Sjemenke diskaste, prekrivene sluzavim dlačicama. Brillantaisia ima stabljike s 4 ugla i cvjetove s 2 usne i može se zamijeniti sa vrstama Salvia (Lamiaceae), otuda i njen uobičajeni naziv “Giant Salvia” ili “divovska žalfija”. Odmah se razlikuje da pripada obitelji Acanthaceae po prisutnosti cistolita (kristala kalcijevog karbonata koji se pojavljuju kao bjelkaste izdužene pruge) u stabljikama i listovima i po prisutnosti istaknutih kuka koje podupiru sjemenke u dugoj izduženoj kapsuli; ove kuke ostaju vidljive nakon što se sjeme izgubi. Izdužene čahure Brillantaisia, koje daleko premašuju čašku, kontrast su malim oraščićima žalfije, zatvorenim unutar čaške. Gornja usna cvijeta Brillantaisia je nadsvođena iznad prašnika, ali stisnuta bočno, pa se čini vrlo uskom u usporedbi s donjom usnom s 3 režnjeva. Veličina biljaka i cvjetova veća je od one koja se obično susreće kod vrste Salvia.

## Vrste
1. Brillantaisia cicatricosa Lindau
2. Brillantaisia fulva Lindau
3. Brillantaisia grottanellii Pic.Serm
4. Brillantaisia lamium (Nees) Benth.
5. Brillantaisia lancifolia Lindau
6. Brillantaisia madagascariensis T.Anderson ex Lindau
7. Brillantaisia oligantha Milne-Redh.
8. Brillantaisia owariensis Beauverd, tipična
9. Brillantaisia pubescens T.Anderson ex Oliv.
10. Brillantaisia richardsiae Vollesen
11. Brillantaisia riparia (Vollesen & Brummitt) Sidwell
12. Brillantaisia soyauxii Lindau
13. Brillantaisia stenopteris Sidwell
14. Brillantaisia verruculosa Lindau
15. Brillantaisia vogeliana (Nees) Benth.